# Comuna Ciuruleasa, Alba
Ciuruleasa (în maghiară: Csurulyásza) este o comună în județul Alba, Transilvania, România, formată din satele Bidigești, Bodrești, Boglești, Buninginea, Ciuruleasa (reședința), Ghedulești, Mătișești, Morărești și Vulcan.

## Demografie
Componența etnică a comunei Ciuruleasa
     Români (97,84%)
     Alte etnii (0,36%)
     Necunoscută (1,8%)
Componența confesională a comunei Ciuruleasa
     Ortodocși (88,38%)
     Penticostali (6,22%)
     Baptiști (1,8%)
     Alte religii (1,26%)
     Necunoscută (2,34%)
Conform recensământului efectuat în 2021, populația comunei Ciuruleasa se ridică la 1.110 locuitori, în scădere față de recensământul anterior din 2011, când fuseseră înregistrați 1.197 de locuitori. Majoritatea locuitorilor sunt români (97,84%), iar pentru 1,8% nu se cunoaște apartenența etnică. Din punct de vedere confesional, majoritatea locuitorilor sunt ortodocși (88,38%), cu minorități de penticostali (6,22%) și baptiști (1,8%), iar pentru 2,34% nu se cunoaște apartenența confesională.

## Politică și administrație
Comuna Ciuruleasa este administrată de un primar și un consiliu local compus din 9 consilieri. Primarul, Ioan-Marius Cioara[*], de la Partidul Social Democrat, este în funcție din 2021. Începând cu alegerile locale din 2024, consiliul local are următoarea componență pe partide politice:
|  | Partid                          | Consilieri | Componența Consiliului | Componența Consiliului | Componența Consiliului | Componența Consiliului | Componența Consiliului | Componența Consiliului |
|  | ------------------------------- | ---------- | ---------------------- | ---------------------- | ---------------------- | ---------------------- | ---------------------- | ---------------------- |
|  | Partidul Social Democrat        | 6          |                        |                        |                        |                        |                        |                        |
|  | Alianța pentru Unirea Românilor | 2          |                        |                        |                        |                        |                        |                        |
|  | Partidul Național Liberal       | 1          |                        |                        |                        |                        |                        |                        |

## Atracții turistice
- Trasee montane în Munții Vâlcan